# Dorian West
Dorian Edward West (Wrexham, 5 de octubre de 1967) es un entrenador y exrugbista británico que se desempeñaba como hooker. Fue internacional con la Rosa de 1998 a Australia 2003 y allí se consagró campeón del mundo.

## Carrera
Debutó en la primera de los Leicester Tigers en 1986, jugando como ala y disputó con ellos cinco temporadas. Debido a que en aquella época el rugby union aún era un deporte aficionado, era un agente de policía de la Scotland Yard y trabajaba en Leicestershire.
En 1991 se cambió al Nottingham Rugby por motivos laborales y aquí el técnico Dusty Hare lo convirtió en hooker, en un partido contra los Leicester Tigers y una estrategia para neutralizar a la estrella Dean Richards.
En 1995 regresó a los Tigers, se convirtió en profesional y se retiró al finalizar la temporada 2003–04. Fue suplente de Richard Cockerill, usándose como un jugador de impacto que entraba en los últimos 20 minutos, hasta que en 2000 se ganó la titularidad.
Tras retirarse, se convirtió en asistente y fue entrenador de forwards de la selección juvenil inglesa. En junio de 2007 fue contratado por los Northampton Saints y permaneció en aquel club hasta 2018, cuando se fue a los Sale Sharks.

## Selección nacional
Como nació en Gales, se lo convocó a los Dragones rojos pero los rechazó. Clive Woodward lo seleccionó a la Rosa para el Torneo de las Cinco Naciones 1998 y debutó contra Les Bleus.
Obtuvo regularidad durante el 2001 y le ganó el lugar a Phil Greening. Finalmente se consolidó durante las pruebas de preparación 2003, jugando ante Francia y Gales.

### Participaciones en Copas del Mundo
Woodward lo convocó a Australia 2003 como reserva, detrás del titular Steve Thompson y el suplente Mark Regan. Es el jugador más anciano del plantel.
| Mundial                       | Sede      | Resultado | PJ | Tries |
| ----------------------------- | --------- | --------- | -- | ----- |
| Copa Mundial de Rugby de 2003 | Australia | Campeón   | 2  | 0     |

Jugó su última prueba en la semifinal contra Les Bleus, ya que tras el título; decidió retirarse de la selección.

### Leones
En 2001 el neozelandés Graham Henry lo convocó a los Leones Británicos e Irlandeses de emergencia, para sumarse a la gira por Australia y en reemplazo del lesionado escocés Gordon Bulloch. Debido a la titularidad indiscutida del irlandés Keith Wood, no jugó ninguna prueba contra los Wallabies.

## Palmarés
- Campeón del Torneo de las Seis Naciones de 2001.
- Campeón de la Copa de Campeones de 2000-01 y 2001-02.
- Campeón de la Orange Cup de 2002.
- Campeón de la Premiership Rugby de 1987–88, 1998–99, 1999–00, 2000-01 y 2001-02.
- Campeón de la Anglo-Welsh Cup de 1996-97.